# U9 (Berlins tunnelbana)
| Urban tunnel track end start |

| Urban tunnel station on track |

| Unknown BSicon "utABZg+r" |

| Urban tunnel stop on track |

| Unknown BSicon "utABZgr" |

| Urban tunnel station on track |

| Urban tunnel stop on track |

| Urban tunnel stop on track |

| Urban tunnel stop on track |

| Urban tunnel stop on track |

| Urban tunnel stop on track |

| Urban tunnel station on track |

| Urban tunnel stop on track |

| Urban tunnel stop on track |

| Urban tunnel station on track |

| Unknown BSicon "utABZgr" |

| Urban tunnel stop on track |

| Urban tunnel stop on track |

| Urban tunnel stop on track |

| Urban tunnel station on track |

| Urban tunnel stop on track |

| Urban tunnel station on track |

| Urban tunnel track end end |

| Urban tunnel track end start |

| Urban tunnel station on track |

| Unknown BSicon "utABZg+r" |

| Urban tunnel stop on track |

| Unknown BSicon "utABZgr" |

| Urban tunnel station on track |

| Urban tunnel stop on track |

| Urban tunnel stop on track |

| Urban tunnel stop on track |

| Urban tunnel stop on track |

| Urban tunnel stop on track |

| Urban tunnel station on track |

| Urban tunnel stop on track |

| Urban tunnel stop on track |

| Urban tunnel station on track |

| Unknown BSicon "utABZgr" |

| Urban tunnel stop on track |

| Urban tunnel stop on track |

| Urban tunnel stop on track |

| Urban tunnel station on track |

| Urban tunnel stop on track |

| Urban tunnel station on track |

| Urban tunnel track end end |

Linje U9 i Berlins tunnelbana har 18 stationer och är 12,5 kilometer lång. Linjen går i nord-sydlig riktning och förbinder Gesundbrunnen och Wedding med Berlins västliga centrum (Zoologischer Garten, Kurfürstendamm) och Steglitz (Rathaus Steglitz)

## Historia
Linje U9 byggdes på grund av att de befolkningsrika områdena Steglitz, Wedding och Reinickendorf behövde snabbare kommunikationer med det nya centrumet i Västberlin (City-West) söder om Zoologischer Garten. U9, då under namnet G, skulle gå från Weddings centrum kring Osloer Strasse över Moabit, Västberlins centrum med Zoo och Kurfürstendamm och Bundesallee till Rathaus Steglitz. Det var den tredje nord-syd-linjen efter U6 och U8 i dagens linjenät. 
Det första spadtaget för den nya linjen togs 1955 i Tiergarten. Den nya linjen var komplicerad att bygga. Sträckningen skulle bland annat korsa fyra tunnelbanelinjer, två S-Bahnsträckor (Berlins ringbana och Berlins stadsbana) och de tre vattendragen Spree, Landwehrkanal och Berlin-Spandauer Schifffahrtskanal. När sträckningen öppnades var Spichernstrasse ändstation. Senare förlängdes sträckningen ut mot Steglitz. 1971 blev Walther-Schreiber-Platz ny slutstation. 1974 invigdes stationen Rathaus Steglitz. 1976 stod den nuvarande sträckningen klar sedan Osloer Strasse invigts.
Då sträckan mellan Walther-Schreiber-Platz och Rathaus Steglitz byggdes, byggde man samtidigt tunnlar samt stationer för den framtida planerade linje U10 parallellt med linje U9. Linje U9 var tänkt att fortsätta fram till Lankwitz Kirche från början, men slutar idag vid Rathaus Steglitz.

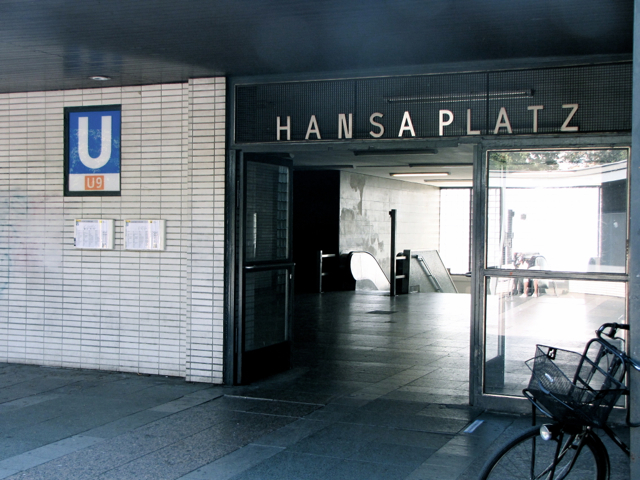
Hansaplatz Ingången i anslutning till köpcentrumet
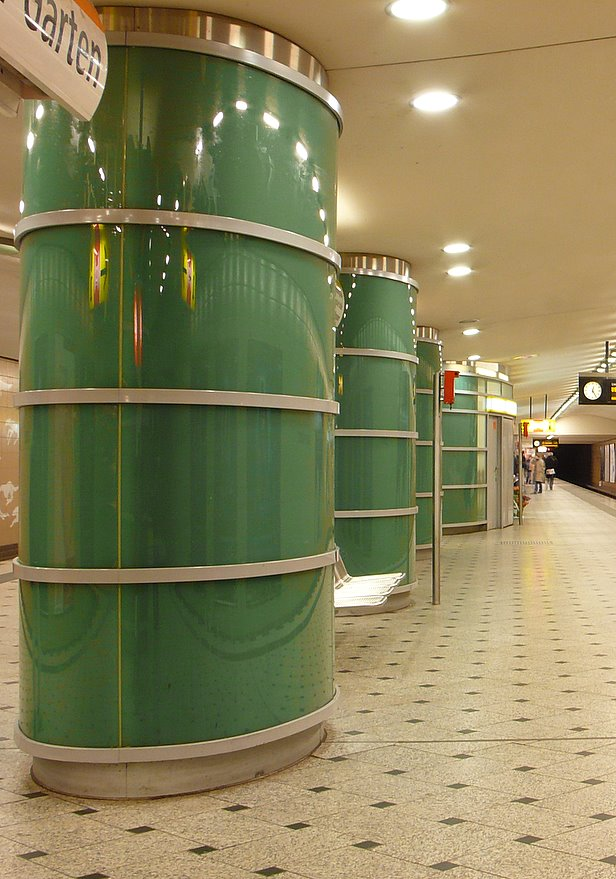
Zoologischer Garten
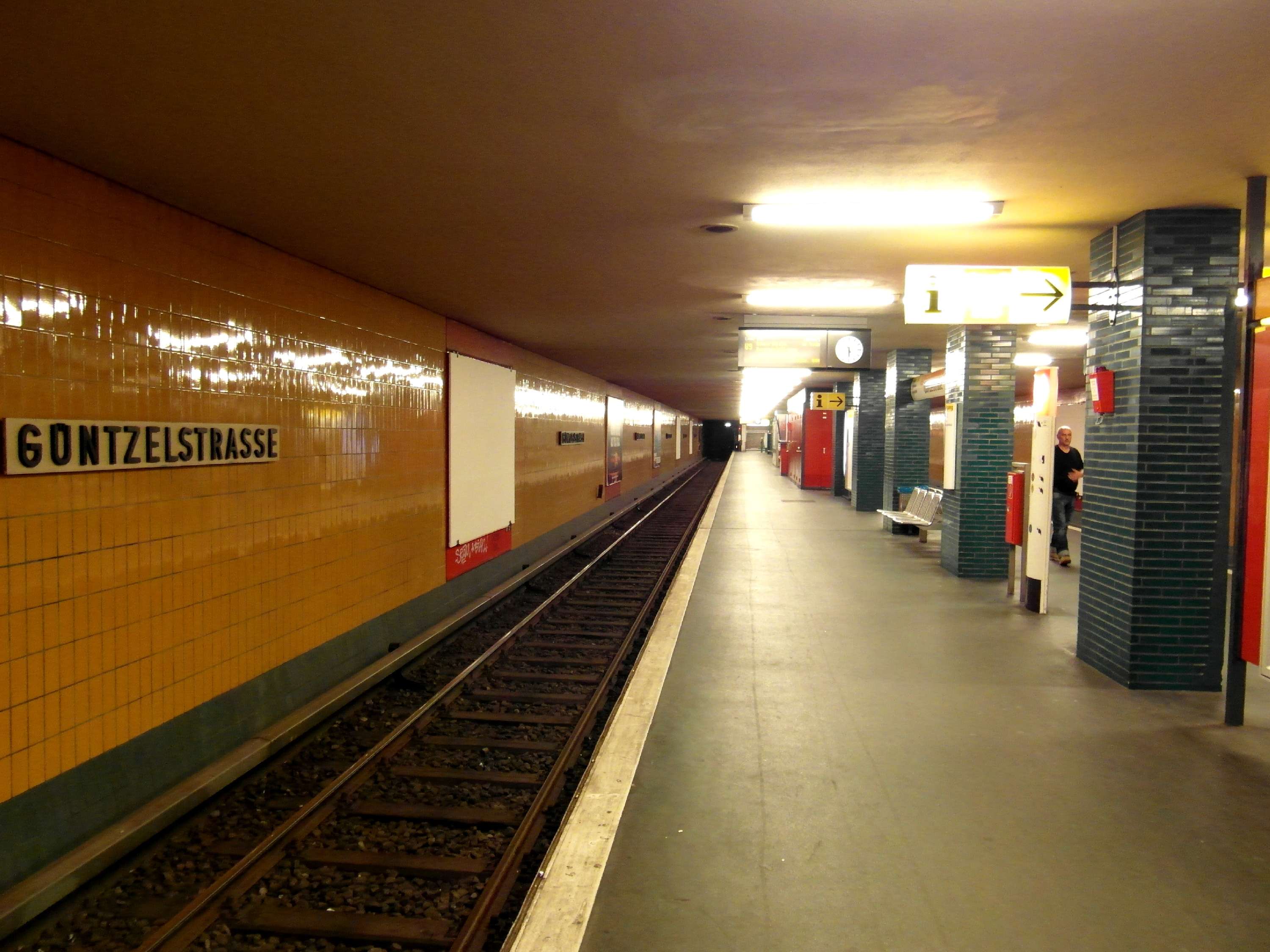
Güntzelstraße
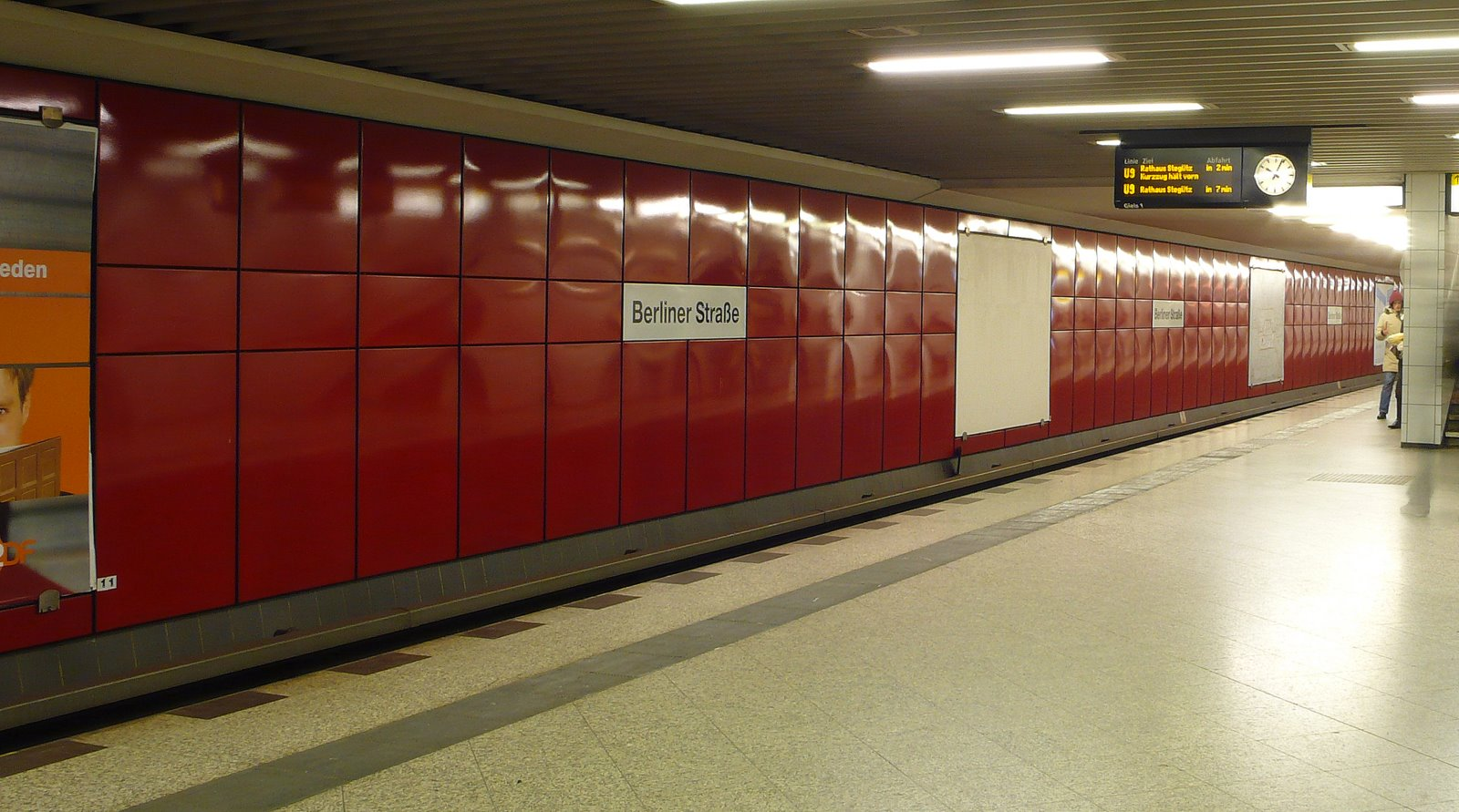
Berliner Straße
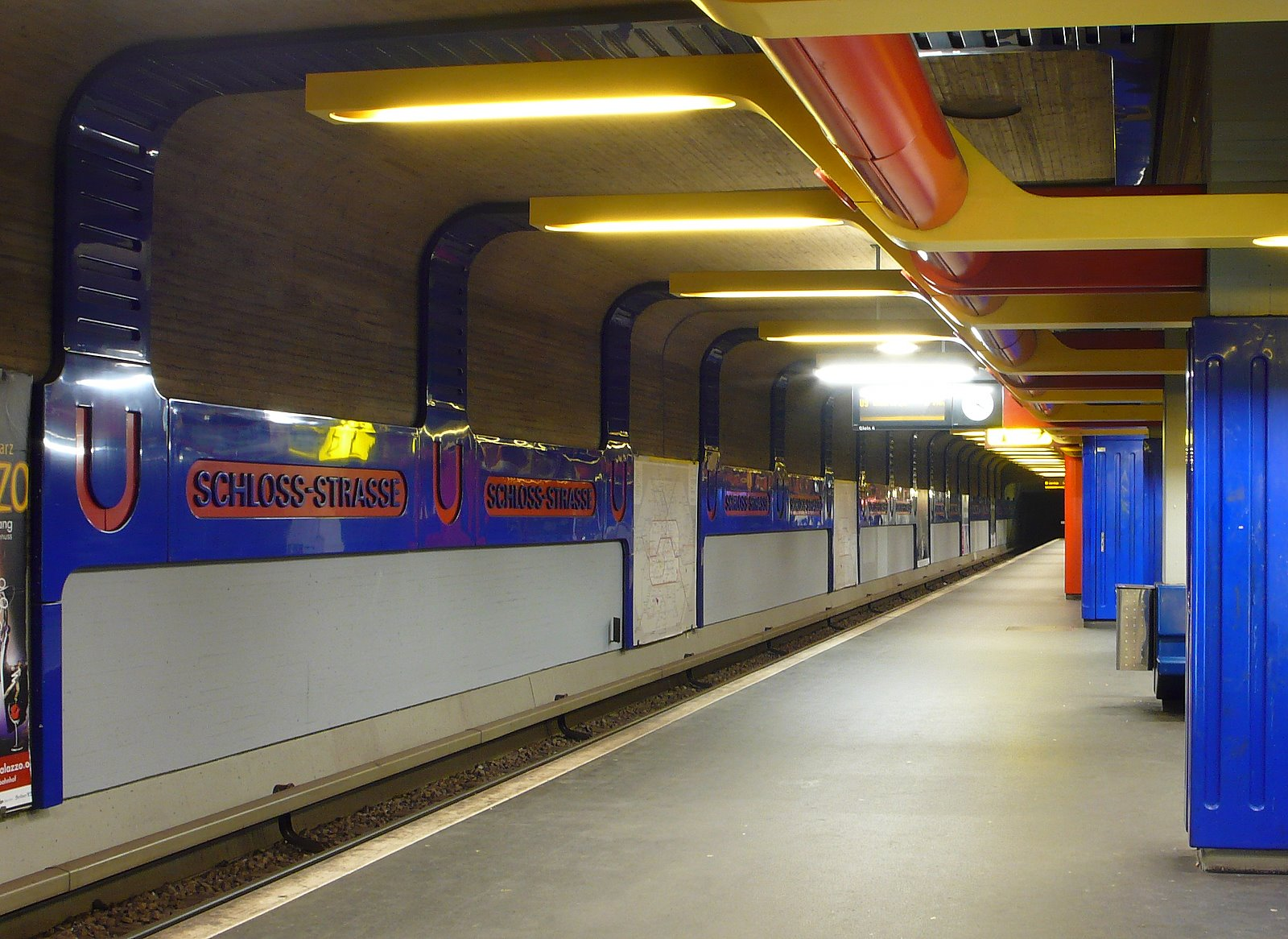
Schloßstraße

## Stationer
| Restid | Förkortning | Station                 |
| ------ | ----------- | ----------------------- |
| 0,0    | Olo         | Osloer Straße           |
| 1,0    | Np          | Nauener Platz           |
| 2,5    | Lpu         | Leopoldplatz            |
| 4,0    | Am          | Amrumer Straße          |
| 5,5    | WF          | Westhafen               |
| 6,5    | Bi          | Birkenstrasse           |
| 8,0    | Tm          | Turmstrasse             |
| 9,5    | Ha          | Hansaplatz              |
| 11,5   | Zu          | Zoologischer Garten     |
| 13,0   | Kfu         | Kurfürstendamm          |
| 14,0   | Snu         | Spichernstraße          |
| 15,0   | Gt          | Güntzelstraße           |
| 16,5   | Beo         | Berliner Straße         |
| 18,0   | Bd          | Bundesplatz             |
| 19,5   | Fw          | Friedrich-Wilhelm-Platz |
| 20,5   | Wsg         | Walther-Schreiber-Platz |
| 22,0   | Slu         | Schloßstraße            |
| 23,0   | Rzu         | Rathaus Steglitz        |